# Bingo! (Steve Miller Band)
Bingo! è un album della Steve Miller Band, pubblicato dalla Roadrunner Records nel 2010.

## Tracce
1. Hey Yeah! – 3:16 (Paul Henry Ray, Jimmie Vaughan)
2. Who's Been Talkin' – 3:03 (Chester Burnett)
3. Don't Cha Know – 3:13 (Jimmie Vaughan)
4. Rock Me Baby – 3:47 (Joe Josea, B.B. King)
5. Tramp – 3:26 (Lowell Fulson. Jimmy McCracklin)
6. Sweet Soul Vibe – 3:38 (Nile Rodgers, Jimmie Vaughan)
7. Come On (Let the Good Times Roll) – 2:38 (Earl King)
8. All Your Love (I Miss Loving) – 3:11 (Otis Rush)
9. You Got Me Dizzy – 2:22 (Ewart G. Abnder Jr., Jimmy Reed)
10. Ooh Poo Pah Doo – 3:31 (Jessie Hill)
11. Ain't That Lovin' You Baby – 2:22 (Jimmy Reed) – Bonus track
12. Further on up the Road – 2:34 (Don D. Robey, Joe M. Vessey) – Bonus track
13. Look on Younder Wall – 3:08 (Elmore James, Marshall Sehorn) – Bonus track
14. Drivin' Wheel – 3:38 (Roosevelt Sykes) – Bonus track

## Musicisti
- Steve Miller - voce, chitarra solista
- Norton Buffalo - armonica, voce
- Kenny Lee Lewis - chitarra ritmica, voce
- Joseph Wooten - organo B3, tastiere, voce
- Billy Peterson - basso, voce
- Gordy Knudtson - batteria
- Sonny Charles - voce

Ospiti
- Joe Satriani - chitarra solista, con Steve Miller (brani: 4 & 6)
- Michael Carabello - congas, percussioni (brano: 8)
- Adrian Areas - timbales, percussioni (brano: 8)